# Simpals
Simpals este un grup moldovenesc de companii, activ în domeniile servicii internet, evenimente sportive, proiecte sociale, animație (2D, 3D, VR) și hardware. Simpals participă pe piața publicității online în Republica Moldova și deține cele mai mari portaluri, inclusiv cel mai accesat site web autohton în Republica Moldova, 999.md. Platformele online ale companiei Simpals au acoperire generală de 75% din utilizatorii Moldnetului.

## Istoric
Domeniul 999.md a fost înregistrat în 1999 de viitorul fondator al companiei Simpals, Dmitrii Voloșin. În anul următor, a fost lansată platforma gsm.md, cât și site-ul personal al lui Voloșin, moldovanin.com, care era folosit ca portofoliu de proiecte executate. Anul 2001 este marcat de lansarea primului forum moldovenesc, forum.md.
Compania Simpals a fost înregistrată oficial la 1 aprilie 2002. În același an, este lansat site-ul de anunțuri de locuri de muncă joblist.md. În 2003, este lansat portalul drive.md. La sfârșitul anului 2004, forum.md devine internet-proiectul anului în Republica Moldova și primește premiul cu același titlu în cadrul Zilei Internaționale a Tineretului de la Chișinău. Compania câștigă „internet-proiectul anului” și în 2005, pentru programul „Tineretul în acțiune” de pe site-ul yes.md.
La exact patru ani de la fondare, este lansată platforma point.md, un motor informațional și de căutare, care devine partenerul oficial al companiei Yandex în programul regional. În 2007, apare play.md, o platformă de clipuri video, care publica și știri proprii. În același an este lansată și rețeaua de socializare colegi.md. În 2008, studioul de animație al companiei începe lucrul la un film de animație 3D, numit Țiganul, iar în anul următor lansează trei scurtmetraje animate.
Portalul „999”, devenit în prezent cel mai accesat site autohton din Moldova, a fost lansat în 2009. Acesta a câțsigat, de-a lungul anilor, diverse premii la concursul „Marca comercială a anului”. Până în 2013, Simpals a mai înființat școala de grafică computerizată și animație „Școala monștrilor”, agenția imobiliară online Imobil.md, incubatorul de startup-uri „Simpals Garage”, sales-house-ul numbers.md și portalul Sporter.md, dedicat sportului.
Studioul de animație își continuă activitatea prin lansarea scurtmetrajelor animate Dji. Death fails în 2013 și Dji. Death Sails în 2014. În 2013, compania organizează, prin intermediul Sporter.md, prima ediție a competițiilor de înot în apă deschisă Sea Mile, pe lacul Ghidighici. În 2014, este lansat proiectul de artă urbană „Chisinau Is ME”. În 2014, Sporter.md înființează cursa de ciclism Chisinau Criterium, în 2015 Maratonul internațional Chișinău, în 2017 campionatul Triathlon Triumph, iar în 2018 cursa de alergare cu obstacole prin noroi Glodiator Mud Race (lansând ulterior și versiunile pentru copii ale proiectelor respective). 2017 este anul în care Simpals lansează proiectele Verde.md (atenuarea consecințelor ninsorilor abundente din aprilie) și Achizitii.md (tendere), iar în 2019 a fost lansat Studii.md.

## Activitate comercială
Platformele web ale Simpals sunt vizitate de aproximativ 1,5 milioane de vizitatori unici pe lună (peste 70 % din utilizatorii de Internet din Republica Moldova).
Companiei îi aparține și cel mai mare studio de animație moldovenesc, portofoliul căruia include peste o sută de lucrări în sfera publicității video și 5 filme în desen animat de scurt metraj. Din anul 2008, studioul lucrează la crearea primului film de animație 3D moldovenesc, intitulat Țiganul.
În anul 2011, cota companiei Simpals pe piața publicității online constituia 48%. În mai 2019, Simpals SRL devine co-fondator al Asociației Companiilor din Industria Electronică din Moldova (ACEM).
Compania îi are ca CEO pe fondatorul Dmitri Voloșin și directorul secției de elaborări online Roman Știrbu. În cadrul companiei lucrează peste 160 de persoane.

## Preistorie

### 2000
- La 16 noiembrie este lansată platforma gsm.md.
- Apare site-ul moldovanin.com (18.09.2000). În această etapă, site-ul reprezintă pagina personală a lui Dmitri Voloșin, prezentând un portofoliu de lucrări. Eventual, această pagină se va transforma în blogul corporativ al companiei.

### 2001
- La 23 ianuarie, viitorul fondator al Companiei Simpals, Dmitri Voloșin, înregistrează domeniul 999.md – site-ul care a stat la baza viitoarei companii și care a ajuns să fie cea mai vizitată resursă de internet din Moldova.
- La 10 mai, este lansat forumul din Moldova — proiectul forum.md. O trăsătură distinctivă pentru această resursă a devenit formatul și sistemul de generare a conținutului — User-generated content (engl., Conținut generat de utilizatori). Această platformă online a oferit utilizatorilor din Moldnet ocazia să comunice pe subiectele de interes pentru ei.

## Istorie

### 2002
- La 1 aprilie 2002, compania Simpals este înregistrată la Chișinău de către fondatorul său, Dmitri Voloșin.
- La 14 noiembrie 2002, compania Simpals este amplasată într-un nou birou. Numărul de angajați este de 4 persoane.
- Este lansată bursa locurilor de muncă joblist.md.
- În cadrul MTV Video Music Award 2002 Simpals primește un premiu pentru cele mai bune efecte speciale din videoclipul trupei „O-Zone”.

### 2003
- La concursul „Web Top 2003”, Simpals primește 2 premii pentru dezvoltarea economică a site-ului 999.md.
- Datorită extinderii, Simpals se mută într-un nou birou. Compania are în componența sa deja 9 persoane.
- Este lansat portalul auto drive.md.

### 2004
- Simpals creează platforma socială online yes.md, care a devenit un fel de simbioză a unui joc online și a rețelelor sociale moderne.
- forum.md devine proiectul online al anului în Moldova și primește un premiu corespunzător în cadrul celebrării Zilei Internaționale a Tineretului la Chișinău.

### 2005
- La 23 martie 2005 Simpals se mută într-un nou birou. Numărul angajaților companiei crește până la 48 de persoane.
- Este lansat un chat zilnic pe yes.md.
- În cadrul programului „Tineretul în acțiune”, site-ul yes.md primește titlul de proiect online al anului în Moldova.

### 2006
- La 1 aprilie 2006, își începe activitatea point.md — prima resursă informațională și de căutare din Moldova. Portalul devine partenerul oficial al companiei Yandex pentru programul regional.

### 2007
- În 2007, Simpals lansează prima televiziune pe internet din Moldova play.md. Portalul publică atât propriile comunicate de presă pregătite de o echipă de jurnaliști, cât și versiuni alternative ale evenimentelor. Oricine poate filma și încărca reportaje.
- În același an, Simpals termină lucrările asupra platformei colegi.md. Portalul devine o rețea de socializare din Moldova.

### 2008
- În 2008, Simpals începe să lucreze la primul desen animat 3D din Moldova, „Țiganul”.
- În același an, este creat programul Point Messenger 2.0., care sincronizează toate serviciile site-urilor interactive online ale companiei. Programul este un analog al clientului ICQ.
- 21 decembrie 2008 — Simpals se mută într-un sediu nou. Numărul angajaților companiei este de 62 persoane.

### 2009
- În 2009, Simpals lansează magazinul online 999.md, care a permis utilizatorilor de internet din Moldova să achiziționeze produse fără a ieși din casă.
- Este actualizată harta electronică a Moldovei point.md/map. Lucrările la noua versiune a hărții au fost efectuate în comun cu Întreprinderea de Stat Institutul de Geodezie, Prospecțiuni Tehnice și Cadastru „INGEOCAD”. Simpals adaugă harta dinamică point.md/map pe portalul point.md. Astfel, harta Moldovei devine accesibilă tuturor utilizatorilor de internet.
- Tot în acest an, Simpals lucrează la un videoclip pentru piesa lui Nelly Ciobanu — „Hora din Moldova” (ro.), care a reprezentat Moldova la prestigiosul concurs internațional de muzică Eurovision Song Contest 2009.
- În 2009, studioul de animație Simpals lansează trei scurtmetraje animate 3D, două fiind dedicate sărbătorilor de iarnă, iar unul – Zilei păcălelilor, 1 aprilie.

### 2010
- Simpals se mută într-un sediu nou. Numărul angajaților companiei este de 71 persoane.
- În 2010, Simpals deschide o școală de grafică computerizată și animație, „Școala Monștrilor”.
- Simpals deschide o reprezentanță locală a Clubului Internațional al jocului „Mafia”.

### 2011
- În 2011, Simpals deschide agenția imobiliară imobil.md.
- Simpals lansează primul incubator de startup-uri cu capital de risc (en.) din Moldova – “Simpals Garage” (en.)[2].
- Incubatorul de startupuri “Simpals Garage” devine co-organizator al Startup Weekend în Moldova (en.).
- În 2011, Simpals lansează sales-house-ul moldovenesc numbers.md.

### 2012
- În 2012, Simpals începe procesul de unificare a tuturor site-urilor sale într-un singur proiect și lansează sistemul de autentificare unificat SimpalsID pentru toate site-urile web deținute de Simpals: 999.md, point.md, play.md, tigan.md, numbers.md.
- În cadrul companiei este lansat proiectul social “Stopham Moldova”.
- Este lansat convertorul valutar mobil Point Money pentru sistemul de operare IOS.
- Pe site-ul primului hosting video din Moldova, play.md, apare categoria „Canale video”.
- 999.md înregistrează recordul de prezență – peste 100 000 de vizitatori unici pe zi și peste 1 000 000 de vizitatori unici pe lună.
- Cel mai popular panou de anunțuri online 999.md obține „aurul” în concursul Marca comercială a anului la nominalizarea „Favoritul Anului”.

### 2013
- În 2013, Simpals lansează portalul sportiv online sporter.md, iar sub auspiciile incubatorului de afaceri Simpals Garage – portalul marry.md.
- Studioul de animație Simpals cu desenul animat „Dji. Death fails” obține victorii la mai multe festivaluri de film.
- Este adaptată aplicația mobilă Point Money pentru sistemul de operare Android.
- 999.md obține „argintul” în concursul Marca comercială a anului la nominalizarea „Favoritul Anului”[3].
- Portalul sportiv online sporter.md organizează prima competiție de înot în apă deschisă Sea Mile, ai cărei participanți urmează să traverseze înot lacul Ghidighici. Distanța competiției este de 1700 de metri.
- Simpals lansează o rachetă-model în stratosferă[4].

### 2014
- Este lansat proiectul Chisinau Is ME (Chișinăul sunt eu).
- Apare desenul animat „Dji. Death Sails”.
- Simpals lansează rebrandingul site-ului 999.md.
- Portalul sportiv online Sporter.md organizează prima cursă de ciclism din Moldova — Chisinau Criterium, care este inclusă ulterior în lista competițiilor anuale susținute de Ministerul Tineretului și Sportului din Moldova. Pentru a desfășura competiția la nivel internațional, Simpals achiziționează primul sistem profesionist de cronometrare.
- Portalul informațional point.md stabilește un nou record de prezență - peste 119 000 de utilizatori unici pe zi.
- Este lansată aplicația mobilă Point Map pentru sistemul de operare Android.
- Are loc cea de-a doua competiție anuală de înot în apă deschisă Sea Mile[5], a cărei distanță deja constituie 1852 metri.
- În 2014, Simpals lansează aplicația mobilă a panoului de anunțuri online gratuite 999.md pentru sistemele de operare iOS și Android.
- Site-ul 999.md înregistrează un record de prezență – peste 150 000 de vizitatori unici pe zi.
- În cadrul lansării regimului fără vize între Republica Moldova și România, Simpals, sub auspiciile Sporter.md, desfășoară „ștafeta fără viză” cu distanța de 80 de kilometri, care a pornit din Piața Marii Adunări Naționale și s-a încheiat în România[6].

### 2015
- La 26 aprilie, Simpals organizează primul maraton internațional de la Chișinău[7].
- Apare serviciul online de comparare a prețurilor 999 Market, al cărui punct de plecare este promovarea producătorilor autohtoni.
- Este lansată aplicația mobilă pentru difuzare online Play Live.
- 999.md înregistrează un record de prezență – peste 170 000 de vizitatori unici pe zi.
- Sub egida Sporter.md, în premieră mondială, are loc cursa prin beciurile de la Cricova[8].
- Pentru a treia oară consecutive, are loc competiția de înot în apă deschisă Sea Mile, participanții căreia au putut alege una din trei distanțe: 200 m, 1852 m, 3704 m. Special pentru desfășurarea cursei a fost amenajată plaja orășenească a lacului de acumulare Ghidighici.
- Studioul de animație Simpals cu desenele animate „Dji. Death fails” și „Dji. Death sails” obține victorii la mai multe festivaluri de film. Producțiile animate bat recordurile de vizionare: fiecare dintre ele acumulează înregistrează 1 000 000 de vizualizări pe popularul hosting video youtube.com.

### 2016
- Începe să funcționeze versiunea actualizată a primului portal de recrutare de pe moldnet, Joblist.md.
- Este lansată versiunea actualizată a portalului de divertisment Afisha.md.
- Cel mai popular panou de anunțuri din Moldova, 999.md, și-a extins hotarele și a intrat pe piața de internet din Transnistria.
- La 17 aprilie, sub auspiciile proiectului Sporter.md, are loc cel de-al doilea Maraton Internațional Chișinău, care a reunit peste 15 000 de oameni.
- 999.md înregistrează un nou record de prezență – peste 200 000 de utilizatori unici pe zi, astfel marcând un record pe Moldnet, printre site-urile din Moldova.
- Sub auspiciile Sporter.md, se desfășoară prima competiție oficială și unica în lume prin beciurile de vin — Cricova Wine Run[9].
- Sporter.md lansează prima platfotmă online de producători și produse sportive, Sporter Market.
- Point Map încheie adăugarea hărților detaliate pentru toate centrele raionale din Republica Moldova.
- Este organizată cea de-a patra ediție a competiției de înot în apă deschisă, Ghidighici Sea Mile 2016.
- Sub auspiciile noului proiect Afisha.md, pentru prima dată se desfășoară festivalul de muzică electronică, Fosfor, care reunește peste 10.000 de persoane[10].
- Portalul Point.md lansează opțiunea de navigație pe hartă.
- Numărul de anunțuri publicate pe cel mai popular panou de anunțuri, pe toată perioada existenței acestuia, depășește 30 000 000.
- Serviciul online de comparare a prețurilor, 999 Market, se mută pe o platformă separată — price.md.

### 2017
- La 1 aprilie, de ziua companiei, conform tradiției, Simpals împreună cu guvernul lansează un nou proiect — Achizitii.md[11]. Este o platformă online pentru toate tenderele din țară, adresată agenților economici publici și privați. Pe parcursul a câtorva luni de activitate, proiectul a ajutat statul să economisească circa 200 000 lei moldovenești.
- În același an, proiectul Sporter lansează un ultramaraton care va dura trei ani și va traversa toate raioanele Republicii Moldova — Rubicon. În perioada 10 - 12 februarie, participanții au depășit 463 kilometri în raioanele din estul țării, inclusiv din Transnistria. La prima etapă au participat peste 200 de persoane[12].
- La 30 aprilie, Sporter organizează primul semimaraton în capitala de nord a Republicii Moldova — la Bălți.
- După ninsorile anormale din aprilie 2017, Simpals lansează un nou proiect — Verde.md, care vizează refacerea spațiilor verzi distruse de stihie. Cu participarea locuitorilor orașului, la Chișinău au fost sădiți peste 400 de copaci în prima etapă de plantare, care a avut loc toamna[13].
- La 25 iunie, Sporter organizează primul campionat de triatlon din Moldova — Triatlon Truimph.
- Cel mai popular panou de anunțuri online, 999.md, înregistrează un nou record de prezență – 250 000 utilizatori unici pe zi.
- La 1 iulie, proiectul Afisha, în colaborare cu 999.md și alți co-organizatori în persoana MS-Prod și Media Show Grup, desfășoară a treia ediție a celui mai grandios festival de muzică electronică din Moldova, FOSFOR, care a întrunit 24 000 de spectatori, astfel bătând recordurile de prezență la eveniment.
- Maratonul Chișinău are loc la 1 octombrie. În Piața Marii Adunări Naționale s-au adunat 17 000 de participanți[14].
- Sub egida proiectului 999.md este lansat serviciul de recomandare pentru căutarea specialiștilor, 999 Master.

### 2018
- Compania Simpals devine rezident al primului parc IT din Moldova[15].
- Lui Dmitri Voloșin i se decernează premiul de stat pentru contribuția sa la dezvoltarea sportului — medalia Meritul Civic[16].
- În luna aprilie, organizația sportivă Sporter desfășoară primul Festival de muzică și sport, Hai Haiduci.
- La 5 august, organizația sportivă Sporter desfășoară prima cursă cu noroi, Glodiator Mud Race.
- Lui Roman Știrbu i se decernează medalia “Pentru cooperare”, pentru profesionalismul demonstrat și pentru consolidarea cooperării dintre societate și reprezentanții autorităților administrative în cadrul evenimentului caritabil “Copil școlarizat — copil protejat”[17].
- În toamna anului, proiectul Afisha organizează și petrece un concert StandUp cu participarea vedetelor show-ului rusesc de comedie.
- În luna noiembrie, Simpals se mută într-un sediu nou.
- În iunie și iulie, organizația sportivă Sporter organizează competiții de triatlon pentru copii: Sea Mile Kids Aquathlon și Kids Triathlon[18].

### 2019
- În ianuarie 2019, Dmitri voloșin înscrie un record mondial, alergând 50 km la o temperatură de -60 ℃ la Polul Frigului (Oymyakon, Rusia). Cursa a avut un caracter caritabil, scopul căreia a fost colectarea fondurilor pentru reabilitarea unei fetițe pe nume Eva, care suferă de paralizie cerebrală. Recordul a fost mediatizat pe scară largă la nivel mondial[19].
- În 2019, se desfășoară a treia și ultima etapă a ultramaratonului Rubicon. Timp de trei ani, participanții au traversat teritoriul întregii republici, vizitând fiecare raion. În total, timp de trei ani de cursă, participanții au depășit 1 505,3 km[20].
- Proiectul Afisha.md lansează serviciul de livrare a biletelor în toată țara.
- În 2019, proiectul Afisha organizează un concert StandUp cu participarea vedetelor show-ului rusesc de comedie.
- În luna mai, Simpals SRL devine co-fondator al Asociației Companiilor din Industria Electronică din Moldova (ACEM).
- Roman Știrbu devine membru al consiliului de administrație al Asociației Naționale a Companiilor din Domeniul Tehnologiilor Informaționale și al Comunicațiilor (ATIC)[21].
- Proiectul Map.md începe să adauge obiecte 3D pe harta Moldovei.
- La 6 iulie 2019, are loc a cincea ediție a celui mai mare festival de muzică electronică din Moldova – FOSFOR[22].
- În toamna anului, compania Simpals lansează un produs nou: Studii.md — agende și registre online. Timp de câteva luni de muncă, proiectul a fost implementat cu succes în 15 școli din Republica Moldova[23].
- Cea mai detaliată hartă a Moldovei — Point Map, se „mută” pe un domeniu nou — Map.md.
- În 2019, în cadrul cursei cu noroi Glodiator este organizată prima competiție cu noroi pentru copii[24].
- În toamna aceluiași an, departamentul de dezvoltare al companiei — Garage, anunță începerea lucrărilor la un nou produs, Sonr.pro — cel mai mic walkie-talkie subacvatic din lume pentru înotători și antrenori, ceea ce va îmbunătăți calitatea antrenamentelor. Produsul a fost inclus printre cele 7 proiecte selectate de acceleratorul Starta Accelerator (grupul Starta Ventures) (New York, SUA)[25].
- La 30 septembrie, în Moldova are loc cel de-al cincilea Maraton Internațional Chișinău, reunind un număr record de sportivi moldoveni și străini. În total, peste 18 000 de persoane au luat parte la competiție[26].
- Cel mai popular panou de anunțuri online din Moldova — 999.md, sărbătorește 20 de ani de prezență pe piață. Cu ajutorul a 999.md, în fiecare lună, peste 2 000 000 de utilizatori găsesc și oferă altor utilizatori produse și servicii diverse.
- Aplicația 999 pentru sistemul de operare Android se situează pe locul doi în topul aplicațiilor gratuite din Moldova.
- Pe parcursul anului 2019, proiectul Verde.md plantează aproximativ 2 000 de copaci și arbuști.
- Pe parcursul anului 2019, Achizitii.md reușește să economisească circa 500 de mln. de lei din bugetul de stat al Republicii Moldova.
- În luna decembrie, Simpals obține certificarea conform standardelor ISO 9001:2015 și ISO 27001:2008[27].

### 2020
- În ianuarie 2020, desenul animat ARIPI realizat de Simpals Studio și-a încheiat viața de festival, astfel devenind accesibil pe Internet[28]. În 2020, desenul animat „Aripi” a intrat în TOP-ul Forbes 2019 al celor 50 de debuturi VR, a participat la 28 de festivaluri și a obținut 9 premii. Acesta a mai devenit și primul desen animat moldovenesc care a fost lansat pe platforma Steam.
- Sistemul de greutăți pentru scufundări, Lobster Neck Weight, a primit un premiu internațional prestigios în domeniul designului industrial – iF Design Awards 2020[29].
- Cu ocazia zilei sale de naștere, compania Simpals a donat două laringoscoape video spitalelor din Republica Moldova[30].
- În legătură cu evenimentele cauzate de pandemia Covid-19 și trecerea școlilor din Republica Moldova la învățământul la distanță, proiectul Studii.md a început să-și extindă capacitățile, transformând platforma de agende și registre electronice într-un sistem complex de învățare la distanță. Drept urmare, platforma Studii.md a fost inclusă în lista platformelor recomandate pentru învățământul la distanță de către Ministerul Educației, Culturii și Cercetării din Republica Moldova[31]. Până la sfârșitul anului 2020, 111 școli au fost conectate la platformă.
- Compania Simpals a fost inclusă în noul comitet consultativ al Asociației ATIC, dedicat discutării și rezolvării problemelor din sectorul financiar din Moldova.
- În perioada de carantină din Moldova, proiectul 999.md a susținut inițiativa națională #staiacasa și a sprijinit producătorii și fermierii locali, oferindu-le publicarea gratuită a anunțurilor pe site. În plus, proiectul i-a ajutat pe medici în căutarea locuințelor gratuite în apropierea locurilor de muncă, iar pe cetățenii de rând i-a ajutat să facă schimb de servicii gratuit în categoria „Ajutor reciproc în carantină”. Împreună cu Joblist, 999.md a creat un serviciu gratuit de căutare urgentă a angajaților în timpul carantinei.
- Proiectul Garage a ajutat grupul de inițiativă non-profit Viziere să producă viziere (măști de protecție pentru medici). Proiectul Sporter, susținut de voluntari, a transformat măști de snorkeling în măști de protecție pentru medici.
- În iulie, Sporter a organizat primul maraton online din Moldova, RUNdemia, participanții evenimentului reușind să alerge 10 886,64 km în 7 zile. În luna noiembrie, a avut loc a doua cursă online, RUNdemia 2.0. Participanții la ediția de toamnă au alergat în total 8 014 km.
- În luna iulie, compania Simpals a lansat un serviciu de schimb și stocare a documentelor în format electronic — ID.md.
- Cu sprijinul UNICEF, USAID și OMS,  forumul pentru femei mama.md și organizația neguvernamentală Forum au lansat emisiunea live „aLIVE”, în care experții răspund la întrebările spectatorilor.
- Proiectele Map.md și 999.md s-au alăturat campaniei naționale de relansare a turismului #Neampornit #Protejați. Pe hartă a apărut o categorie nouă, care include principalele atracții ale Moldovei, cu posibilitatea de a adăuga noi locuri pe hartă. Pe 999.md a fost adăugată o subcategorie specială, dedicată promovării turismului intern.
- Pe harta Map.md a apărut funcția de Indoor Mapping.
- În septembrie, Garage a anunțat lansarea noului startup Aheel — un dispozitiv pentru alergători care îi poate învăța să alerge în siguranță și fără traume.
- În septembrie, Stiri.md a devenit cea mai citită resursă de știri în limba română, potrivit datelor Gemius[32].
- În premieră, Maratonul Internațional Chișinău, ediția 2020, a avut loc online.
- 999.md a înregistrat un nou record de prezență — peste 400 000 de utilizatori unici pe zi.
- În noiembrie, Lobster a devenit sponsor al competiției naționale de freediving în bazin, City League de la Beijing.[33]
- Simpals Studio a difuzat o serie de sketch-uri cu subiecte sociale dedicate problemelor de mediu — „The Ocean”, „The Harvest”, „The Flat”. Desenul animat „The Flat” a participat la 36 de festivaluri și a obținut 2 premii. De asemenea, studioul a participat la realizarea unui videoclip social despre copiii cu Sindromul Down.

## Filmografie

### 2009
- "Baro and Tagar"
- "Gypsy and Death"

### 2010
- "Santa and Death"

### 2012
- "Dji. Death fails"

### 2014
- "Dji. Death Sails"

### 2019
- "ARIPI" (VR)

### 2020
- "The Ocean"
- "The Harvest"
- "The Flat"

## Distincții și nominalizări
| An   | Operă            | Premiu                                                                                  | Categorie                               | Rezultat                         |
| ---- | ---------------- | --------------------------------------------------------------------------------------- | --------------------------------------- | -------------------------------- |
| 2013 | Dji. Death fails | Budapest Short Film Festival                                                            | Animation                               | Câștigat                         |
| 2013 | Dji. Death fails | Filmsshort                                                                              | Online competition                      | Grand Winner                     |
| 2013 | Dji. Death fails | Shortini Film Festival                                                                  | Film                                    | Câștigat                         |
| 2013 | Dji. Death fails | Opuzen Film Festival                                                                    | Animated Film                           | Câștigat                         |
| 2013 | Dji. Death fails | International Short Film Festival KOROCHE Arhivat în 5 martie 2021, la Wayback Machine. | Animated Film                           | Câștigat                         |
| 2013 | Dji. Death fails | SHORTS Film Festival                                                                    | Animation                               | Câștigat                         |
| 2013 | Dji. Death fails | Thess International Short Film Festival                                                 | Cinematic Achievement Award             | Câștigat                         |
| 2013 | Dji. Death fails | FreeNetWorld International Film Fest                                                    | Audience Award                          | Câștigat                         |
| 2013 | Dji. Death fails | Film Festival Cinema Under The Stars                                                    | Animation Film                          | Câștigat                         |
| 2013 | Dji. Death fails | KROK International Animation Festival 2013                                              | Tragicomedy in 3D                       | Diploma                          |
| 2013 | Dji. Death fails | Libelula Animation Festival                                                             | Animated Film                           | Special Mention                  |
| 2013 | Dji. Death fails | Nevada International Film Festival                                                      | Comedy                                  | Câștigat                         |
| 2014 | Dji. Death fails | Dieciminuti Film Festival                                                               | Animation                               | Câștigat                         |
| 2014 | Dji. Death fails | ClujShorts                                                                              | Animation                               | Câștigat                         |
| 2014 | Dji. Death fails | Riverside Short Film & Video Festival                                                   | Audience Award                          | Câștigat                         |
| 2014 | Dji. Death fails | Prokuplje Short Film Festival                                                           | Animation                               | Câștigat                         |
| 2014 | Dji. Death fails | FIFES 2014                                                                              | Animated Film                           | Câștigat                         |
| 2014 | Dji. Death fails | Sorsi Corti International Short Film Festival                                           | Animation                               | Câștigat                         |
| 2014 | Dji. Death fails | MisCon International Short Film Festival                                                | Fantasy Film                            | Fan Favorite                     |
| 2014 | Dji. Death fails | Neum Animated Film Festival Arhivat în 21 august 2017, la Wayback Machine.              | Music                                   | Câștigat                         |
| 2014 | Dji. Death fails | Festival du Film Merveilleux et Imaginaire                                              | Animated Movie                          | Câștigat                         |
| 2014 | Dji. Death fails | Tri-Cities International Fantastic Film Festival                                        | Animation                               | Câștigat                         |
| 2014 | Dji. Death fails | ON THE ROAD Online Film Festival                                                        | Animation                               | Câștigat                         |
| 2014 | Dji. Death fails | Premio Cinematografico Palena                                                           | Animated Film                           | Special Mention                  |
| 2014 | Dji. Death fails | Corti a Ponte                                                                           | Animated Film                           | Special Mention                  |
| 2014 | Dji. Death fails | VOTD.tv Arhivat în 2 martie 2021, la Wayback Machine.                                   | Online competition                      | Video of the Day                 |
| 2015 | Dji.Death Sails  | FIFES Arhivat în 2 iunie 2017, la Wayback Machine.                                      | Animated Film                           | Câștigat                         |
| 2015 | Dji.Death Sails  | New Horizon                                                                             | Comedy                                  | Câștigat                         |
| 2015 | Dji.Death Sails  | MisCon 29 International Short Film Festival                                             | Fantasy Film                            | Câștigat                         |
| 2015 | Dji.Death Sails  | Bangalore Shorts Film Festival Arhivat în 17 august 2017, la Wayback Machine.           | Animated Film                           | Special Mention                  |
| 2015 | Dji.Death Sails  | Neum Animated Film Festival                                                             | 3D Animation                            | Câștigat                         |
| 2015 | Dji.Death Sails  | Best Shorts Competition                                                                 | Award of Excellence                     | Câștigat                         |
| 2015 | Dji.Death Sails  | Short of the Year - Spring 2015                                                         | Animated Film                           | Special Mention                  |
| 2015 | Dji.Death Sails  | Koroche Arhivat în 5 martie 2021, la Wayback Machine.                                   | Foreign Film                            | Câștigat                         |
| 2015 | Dji.Death Sails  | ASI Viewer's Choice Awards                                                              | Independent Professional Films category | Câștigat                         |
| 2015 | Dji.Death Sails  | Modix Festival                                                                          | Animated Film                           | Special Mention                  |
| 2015 | Dji.Death Sails  | Linoleum Film Festival                                                                  | Animated Film                           | Special Jury Mention             |
| 2015 | Dji.Death Sails  | Animaevka                                                                               | 3D Animation                            | Câștigat                         |
| 2015 | Dji.Death Sails  | ANIMA2015 – VIII Córdoba International Animation Festival                               | ANIMATION FOR CHILDREN                  | Câștigat                         |
| 2015 | Dji.Death Sails  | Firenze Short Film Festival Arhivat în 21 octombrie 2020, la Wayback Machine.           | Animation                               | Câștigat                         |
| 2015 | Dji.Death Sails  | Videnie                                                                                 | Animation                               | Câștigat                         |
| 2015 | Dji.Death Sails  | Tofuzi                                                                                  | Film for Children                       | Câștigat                         |
| 2015 | Dji.Death Sails  | Atlanta Shorts Fest Arhivat în 17 august 2017, la Wayback Machine.                      | Animated Short                          | Câștigat                         |
| 2015 | Dji.Death Sails  | Videomedeja                                                                             | Animated Film                           | Special Mention                  |
| 2016 | Dji.Death Sails  | ШОРТЫ                                                                                   | Animation                               | Câștigat                         |
| 2015 | Dji.Death Sails  | Nevada International Film Festival                                                      | Animation                               | Câștigat                         |
| 2015 | Dji.Death Sails  | FAAF                                                                                    | Animated Film                           | Audience Award                   |
| 2016 | Dji.Death Sails  | International Animday Awards                                                            | Animated Film                           | Jury's Choice                    |
| 2016 | Dji.Death Sails  | Love Your Shorts Film Festival                                                          | Animation                               | Câștigat                         |
| 2016 | Dji.Death Sails  | Cinema Under the Stars                                                                  | Animation category                      | 1st Place                        |
| 2016 | Dji.Death Sails  | Monstra Animated Film Festival                                                          | Family Program category                 | Audience Award                   |
| 2016 | Dji.Death Sails  | Ciné-Jeune de l'Aisne                                                                   | Short Animated Film                     | Câștigat                         |
| 2016 | Dji.Death Sails  | Golden Orchid International Animation Festival                                          | Animated Short Film                     | Câștigat                         |
| 2016 | Dji.Death Sails  | Festival International UN Pays UN Film                                                  | Animated Film                           | Public Award                     |
| 2016 | Dji.Death Sails  | Reel Shorts Film Festival in Grande Prairie                                             | Animated Film                           | The Youth Audience Choice Award  |
| 2019 | ARIPI            | Best Shorts Competition                                                                 | Animated Film                           | The Award of Excellence          |
| 2019 | ARIPI            | Neum Animated Film Festival Arhivat în 21 august 2017, la Wayback Machine.              | Animation                               | Grand Prix                       |
| 2019 | ARIPI            | Neum Animated Film Festival Arhivat în 21 august 2017, la Wayback Machine.              | Animation                               | Best 3D Animation                |
| 2019 | ARIPI            | Festival du Film Merveilleux et Imaginaire                                              | Animation                               | Best Animation                   |
| 2019 | ARIPI            | International Independent Film Awards                                                   | Animated Film                           | Platinum Winner                  |
| 2019 | ARIPI            | Vancouver International Film Festival                                                   | VR                                      | Veer Audience Award              |
| 2019 | ARIPI            | RAVAC International Film Festival Arhivat în 10 august 2020, la Wayback Machine.        | Animated Film                           | Audience Award                   |
| 2019 | ARIPI            | RAVAC International Film Festival Arhivat în 10 august 2020, la Wayback Machine.        | Animated Film                           | Best Music                       |
| 2019 | ARIPI            | RAVAC International Film Festival Arhivat în 10 august 2020, la Wayback Machine.        | Animated Film                           | Best Sound                       |
| 2019 | ARIPI            | LUSCA Fantastic Film Fest                                                               | VR                                      | Best VR Project                  |
| 2019 | ARIPI            | Delhi Shorts International Film Festival Arhivat în 12 iunie 2020, la Wayback Machine.  | Animated Film                           | Certificate of Excellence        |
| 2019 | ARIPI            | Baltimore Next Media Web Fest                                                           | VR                                      | Best VR Project                  |
| 2019 | ARIPI            | Austin Indie Fest                                                                       | VR                                      | Best VR Project                  |
| 2019 | ARIPI            | VR AWARDS                                                                               | VR                                      | Finalist                         |
| 2019 | ARIPI            | Palm Beach International Mini Movie and Film Festival                                   | VR                                      | Best Animated VR Project         |
| 2020 | ARIPI            | Gala Cineaștilor 2020                                                                   | Animated Film                           | Best Soundtrack                  |
| 2020 | ARIPI            | Canterbury film festival Arhivat în 12 iunie 2020, la Wayback Machine.                  | Animated Film                           | Best International Film          |
| 2020 | ARIPI            | Canterbury film festival Arhivat în 12 iunie 2020, la Wayback Machine.                  | Animated Film                           | Best Animation                   |
| 2020 | ARIPI            | Short Sweet Film Fest                                                                   | VR                                      | Outstanding Virtual Reality Film |
| 2020 | ARIPI            | Lichter VR Storytelling Award                                                           | VR                                      | Best VR Animation                |
| 2020 | ARIPI            | Rofife Film Festival                                                                    | Animation                               | 2nd Prize                        |
| 2020 | ARIPI            | Gassli Film Festival                                                                    | VR                                      | Innovative Storytelling Award    |
| 2020 | ARIPI            | Khem Animation Film Festival                                                            | Animation                               | Best 3D Film                     |
| 2020 | ARIPI            | Kiev International Film Festival                                                        | Animation                               | Best Animated Film               |
| 2020 | The Flat         | Florida Animation Festival                                                              | Animation Category                      | 1st Place                        |
| 2020 | The Flat         | Artkino                                                                                 | Animated Film                           | Honorable Diploma                |

## Proiecte sociale
● „Se dedică băieților și fetelor” – proiect social realizat de Simpals, în cadrul căruia copiii de la orfelinatele din țară beneficiază de ajutor. (anii 2006, 2007, 2011, 2014, 2015).
● „Wерни Wетеранам Wеру” (Întoarce-le veteranilor încrederea) – proiect social de Simpals în cooperare cu portalul forum.md, ce vizează susținerea veteranilor celui de-al Doilea Război Mondial. Startul proiectul a fost dat în anul 2005.
● „StopHam Moldova” – proiect social realizat în comun cu portalul forum.md. Startul proiectul a fost dat în anul 2012 cu acordul organizatorilor mișcării „StopHam” din Federația Rusă.
● „Chisinau Is Me” (Chișinăul sunt eu) — proiect inițiat în scopul transformării obiectelor de arhitectură lipsite de caracter în niște obiective turistice cu valoare artistică.
● Verde.md — proiect inițiat în scopul reînnoirii spațiilor verzi din Chișinău și Moldova, care au fost afectate de ninsorile anormale în aprilie 2017.

## Activitate educațională
● Școala de grafică computerizată și animație „Școala monștrilor”.

## Curiozități
● Ziua de naștere a companiei este considerată 1 Aprilie – Ziua păcălelilor. De obicei, în această zi, Simpals anunță despre lansarea noilor proiecte sau evenimente.
● O formă de divertisment corporativ practicată de angajații Simpals este să strice calculatoarele și echipamentele de birou uzate.
● În anul 2008, directorul Simpals a fost invitat într-o vizită la studioul Pixar din Emeryville, SUA (ro.). Reprezentanții Pixar s-au arătat interesați de un proiect al studioului Simpals – filmul de desen animat „Țiganul”.
● Simpals a realizat prima transmisie video online din Moldova.
● Simpals este prima companie din Moldova care a organizat un maraton, competiții de freediving, cursa în beciurile vinicole și o serie de competiții pentru sportivii amatori și profesioniști.

## Proiecte
- 999.md

- pay.md

- point.md

- stiri.md

- map.md

- votum.md

- profi.md[nefuncțională]

- forum.md Arhivat în 9 august 2020, la Wayback Machine.

- tigan.md

- simpals.studio

- monsters.md

- garage.md Arhivat în 14 iunie 2019, la Wayback Machine.

- lobsterweight.com

- sonr.pro[nefuncțională]
- aheel.run

- numbers.md

- play.md

- drive.md

- mafia.md

- joblist.md

- colegi.md

- mama.md[nefuncțională]

- imobil.md

- sporter.md

- ftrm.md

- marathon.md

- seamile.md

- winerun.md Arhivat în 6 februarie 2020, la Wayback Machine.

- criterium.md

- freediving.md Arhivat în 23 februarie 2020, la Wayback Machine.

- craciun.md

- hellrun.md

- puzzleday.md

- glodiator.md Arhivat în 3 februarie 2020, la Wayback Machine.

- haiduc.md

- rubicon.run

- triumph.md Arhivat în 3 februarie 2020, la Wayback Machine.

- chisinau.me

- verde.md

- afisha.md

- fosfor.md[nefuncțională]

- price.md

- achizitii.md
- id.md

- joblist.md

- studii.md

- banzai.md

- gsm.md

- point IM

- 999 market

- smsmarket.md

- yes.md